# Andrievo-Zorîne, Berezanka
Andrievo-Zorîne (în ucraineană Андрієво-Зорине) este un sat în comuna Matiasove din raionul Berezanka, regiunea Mîkolaiiv, Ucraina.

## Demografie
Componența lingvistică a localității Andrievo-Zorîne
     Ucraineană (82,67%)
     Rusă (11,14%)
     Bulgară (2,72%)
     Alte limbi (0,75%)
Conform recensământului din 2001, majoritatea populației localității Andrievo-Zorîne era vorbitoare de ucraineană (82,67%), existând în minoritate și vorbitori de rusă (11,14%), bulgară (2,72%) și găgăuză (1,49%).